# Ferdinand von Wright
Ferdinand von Wright (Kuopio, 19 de març de 1822 - 31 de juliol de 1906) va ser un pintor finlandès conegut especialment per les seves pintures d'aus i paisatges, però també va ser un pintor de retrats. Els pares de Von Wright, Henrik von Wright Magnus i Maria Elisabet Tuderus, eren els amos d'una casa Haminalahti a Kuopio. Els seus germans Wilhelm i Magnus també van ser pintors. El 1838, Ferdinand va viatjar a Suècia per ajudar el seu germà Wilhelm en el seu treball d'il·lustració, i va treballar com a substitut del seu germà com a il·lustrador a la Reial Acadèmia Sueca de les Arts. Durant 1842 va estudiar per algun temps a l'acadèmia, i després va tornar a Finlàndia el 1844. Va viure una vida retirada, però productiva en una cabana que va construir prop de la casa de la seva família. El 1885, se li va concedir una pensió d'artista pel govern. Tot i patir una paràlisi des de 1884, Ferdinand va seguir produint obres d'art fins que va morir. Va ser durant aquest temps que ell va realitzar la seva obra Els galls salvatges en lluita (The Fighting Capercaillies), un dels quadres més famosos de Finlàndia.